# Javier Oliva
Javier Oliva González, también conocido como Xavi Oliva (Hospitalet de Llobregat, España, 29 de mayo de 1976), es un exfutbolista español. Jugaba de portero. Se retiró en el año 2012.

## Trayectoria
Javier Oliva se formó en las categorías inferiores del RCD Español jugando en su equipo juvenil. El verano de 1994, tras la creación del RCD Español B, que ocupó la plaza en Tercera División del Cristinenc, pasó a formar parte de su plantilla pero sin llegar a jugar en partido oficial. En octubre de ese mismo año llega a las filas del CE Hospitalet para ser el portero suplente y tampoco llega a debutar.
La temporada 1995/96 es cedido al CA Roda de Bará en dónde juega todos los partidos de titular y en enero de 1996 vuelve al CE Hospitalet con el que debuta en Segunda B. Tras acabar contrato es fichado por el Valencia CF para jugar en su equipo filial de Segunda División B llegando a hacer la pretemporada con el primer equipo.
Solamente está una temporada y recala en el Terrassa FC y posteriormente en el Recreativo de Huelva, en este último juega poco y además descienden a Segunda B. Sigue sin asentarse en ningún equipo y llega al Gimnàstic de Tarragona con el que en la temporada 2000/01 sube a Segunda División pero al año siguiente vuelve a bajar de categoría.
En el verano de 2002 firma contrato con el CD Castellón en el que continúa después de siete temporadas, tras dos fases de ascenso fallidas, a la tercera se consigue la meta de subir a Segunda División; en los primeros años es titular indiscutible en la portería albinegra logrando incluso un Trofeo Zamora en 2003 al portero menos goleado (solamente recibió quince goles). En octubre de 2008 pasa a ser el segundo portero con más partidos oficiales disputados con el equipo de la Plana.
El 24 de junio de 2009 fichó por el Villarreal CF por dos temporadas, al no renovar con el CD Castellón, ya tenía apalabrado la renovación con el CD Castellón, sin embargo, declinó en las últimas horas firmar la documentación que prorrogaba su estancia en el club albinegro y confirmó su marcha del club rumbo a Villarreal.
Debutó en partido oficial con la camiseta amarilla el 29 de octubre, en la ida de los dieciseisavos de final de la Copa del Rey ante el Puertollano haciendo grandes paradas aunque se llevó un gol en un partido que terminó con empate a uno. 
En la vuelta de este partido de Copa por primera vez Xavi Oliva, que jugó los 90 minutos de partido, dejó la portería a cero.
El 5 de noviembre debutó en competición europea, en la UEFA Europa League, tras lesionarse el portero titular entra a sustituirlo Oliva, en el minuto 51 de partido ante la Lazio en El Madrigal. Le marcan un gol pero salva a su equipo con cuatro grandes paradones y debuta con una gloriosa victoria por 4-1.
El segundo portero del Villarreal el 17 de diciembre vuelve a jugar en la UEFA Europa League pero esta vez juega de titular y juega los noventa minutos, también le marcan un gol, partido ante el Salzburgo en casa. Se desvincula del "submarino amarillo" el 30 de junio de 2011 al finalizar el contrato que le unía al club. En agosto de 2011, decidió retirarse a los 35 años de edad.

## Clubes
| 1994/95                                            | RCD Español               | España | Tercera División   | 11  | 1   | 1 | 1 | 1  | 1  |
| 1994/95                                            | CE Hospitalet             | España |                    | 12  | 2   | 3 | 2 | 1  | 1  |
| 1995/96                                            | Club Atlètic Roda de Barà | España | Tercera División   | 18  | 24  | 2 | 2 | 1  | 1  |
| 1995/96                                            | CE Hospitalet             | España | Segunda División B | 2   | 1   | 1 | 1 | 1  | 1  |
| 1996/97                                            | CE Hospitalet             | España | Segunda División B | 20  | 16  | 2 | 1 | 1  | 1  |
| 1997/98                                            | Valencia CF B             | España | Segunda División B | 19  | 24  | 1 | 1 | 1  | 1  |
| 1998/99                                            | Terrassa FC               | España | Segunda División B | 35  | 30  | 1 | 1 | 1  | 1  |
| 1999/00                                            | Recreativo de Huelva      | España | Segunda División   | 5   | 6   | 2 | 4 | 1  | 1  |
| 2000/01                                            | Gimnàstic de Tarragona    | España | Segunda División B | 37  | 29  | 1 | 1 | 6  | 4  |
| 2001/02                                            | Gimnàstic de Tarragona    | España | Segunda División   | 11  | 15  | 1 | 1 | 1  | 1  |
| 2002/03                                            | CD Castellón              | España | Segunda División B | 35  | 15  | 1 | 1 | 6  | 7  |
| 2003/04                                            | CD Castellón              | España | Segunda División B | 33  | 29  | 1 | 1 | 5  | 7  |
| 2004/05                                            | CD Castellón              | España | Segunda División B | 37  | 23  | 3 | 2 | 4  | 3  |
| 2005/06                                            | CD Castellón              | España | Segunda División   | 17  | 18  | 1 | 1 | 1  | 1  |
| 2006/07                                            | CD Castellón              | España | Segunda División   | 40  | 36  | 1 | 2 | 1  | 1  |
| 2007/08                                            | CD Castellón              | España | Segunda División   | 9   | 10  | 1 | 1 | 1  | 1  |
| 2008/09                                            | CD Castellón              | España | Segunda División   | 10  | 8   | 3 | 4 | 1  | 1  |
| 2009/10                                            | Villarreal CF             | España | Primera División   | 0   | 0   | 2 | 1 | 4  | 3  |
|                                                    |                           |        |                    | 218 | 167 | 4 | 3 | 21 | 21 |
| Actualizado 21 de junio de 2009 \| goles encajados |                           |        |                    |     |     |   |   |    |    |

## Palmarés

### Campeonatos nacionales
| Título                     | Club          | País   | Año  |
| -------------------------- | ------------- | ------ | ---- |
| Liga de Tercera División   | RCD Español B | España | 1995 |
| Liga de Segunda División B | CD Castellón  | España | 2003 |